# 科塔瓦拉萨
科塔瓦拉萨（Kothavalasa），是印度安得拉邦维济亚讷格勒姆县的一个城镇。总人口12298（2001年）。

## 人口
该地2001年总人口12,298人，其中男性6,123人，女性6,175人；0—6岁人口1,419人，其中男728人，女691人；识字率68.95%，其中男性为76.40%，女性为61.57%。